# Treuhänder der Arbeit

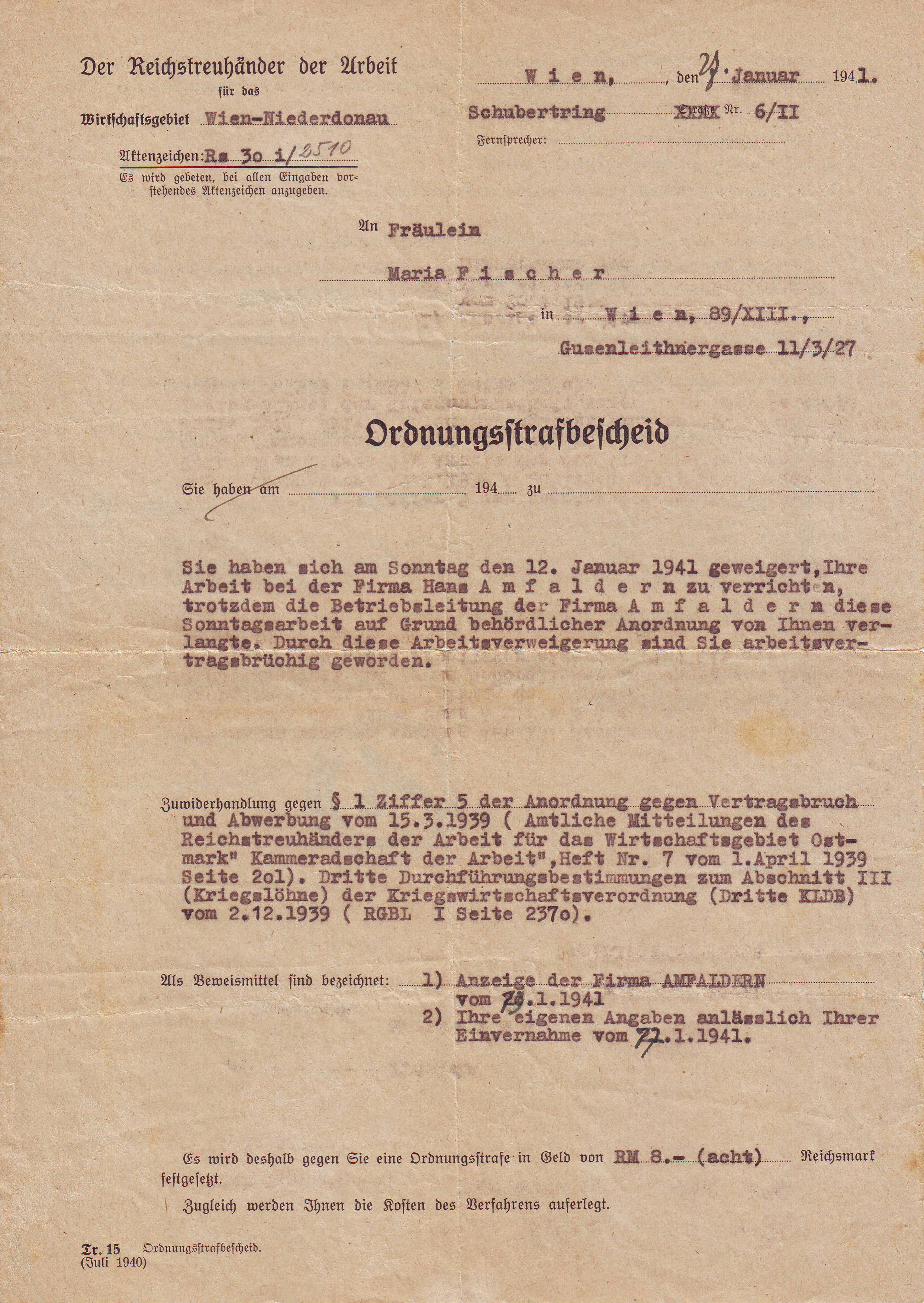
Ordnungsstrafbescheid des Reichstreuhänders der Arbeit für das Gebiet Wien-Niederdonau gegen Maria Fischer, 27. Januar 1941, Seite 1

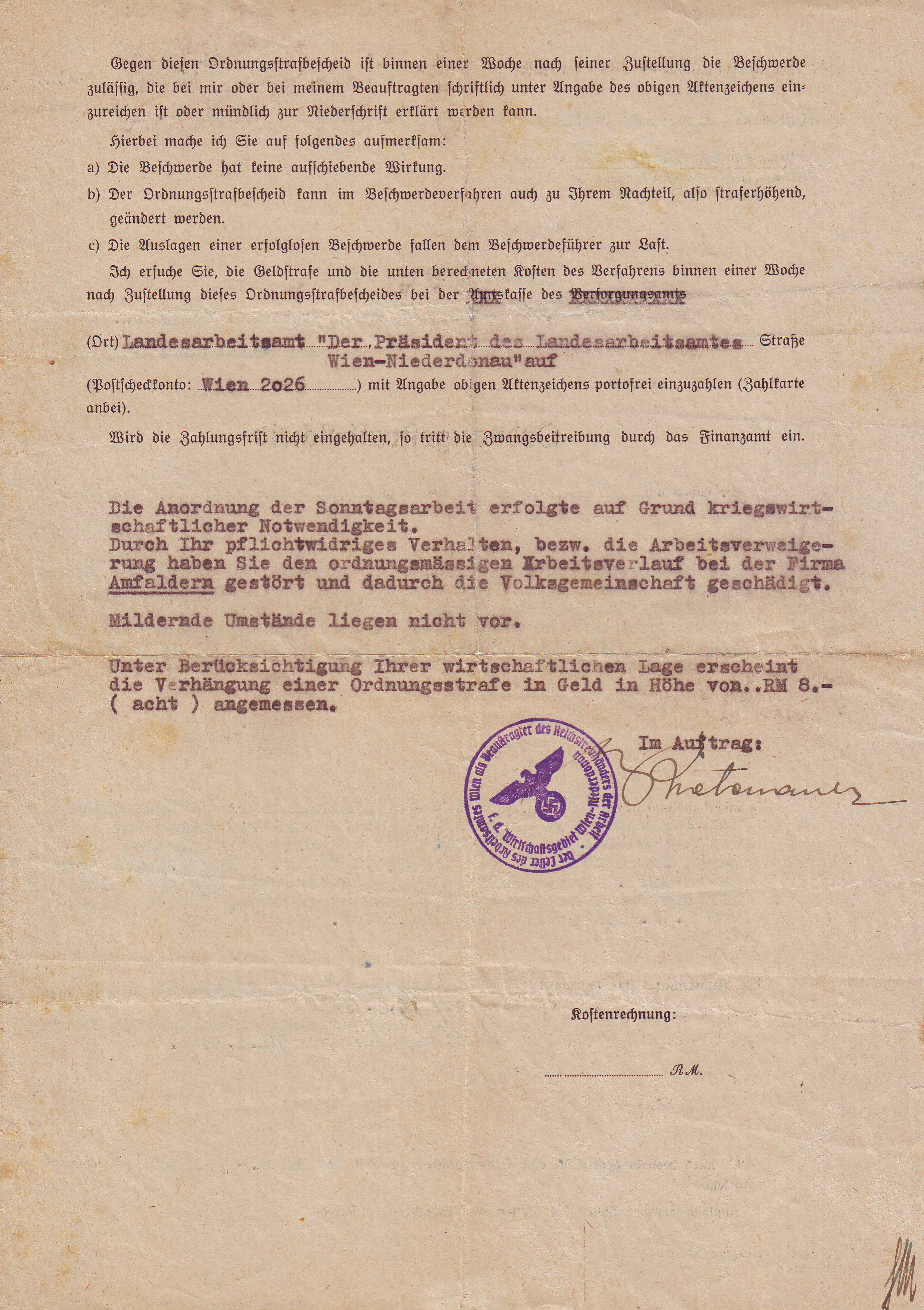
Ordnungsstrafbescheid des Reichstreuhänders der Arbeit für das Gebiet Wien-Niederdonau gegen Maria Fischer, 27. Januar 1941, Seite 2

Die Treuhänder der Arbeit (auch Reichstreuhänder der Arbeit) waren eine am 19. Mai 1933 per Reichsgesetz geschaffene Instanz, die bei Konflikten in Betrieben zwischen Unternehmern und Arbeiterschaft vermitteln sollten. Insgesamt wurden 22 Treuhänder berufen, die alle dem Reichsarbeitsministerium direkt unterstellt waren.
Die Reichstreuhänder der Arbeit waren Teil der arbeitnehmerischen und betrieblichen Gleichschaltung der Gesellschaft während der Zeit des Nationalsozialismus.
Die Treuhänder rekrutierten sich in der Regel aus der Privatwirtschaft, staatlichen Arbeits- und Wirtschaftsverwaltungen oder aus den Industrie- und Handelskammern (IHK). Die Berufung eines Treuhänders galt ein Jahr (ab dem 1. Mai jeden Jahres) und konnte alljährlich erneuert werden.

## Aufgaben
Die Aufgaben der Treuhänder waren im Einzelnen:
- Festsetzung der Tarifordnungen und Überwachung ihrer Durchführung
- Aufrechterhaltung des Arbeitsfriedens
- Schlichtung von Streitfällen
- Bildung der Vertrauensräte
- Überwachung und Einhaltung der Betriebsordnung
- Mitwirkung bei der sozialen Ehrengerichtsbarkeit
- Mitteilungspflicht über die sozialpolitischen Entwicklungen in ihren Wirtschaftsgebieten gegenüber dem Reichsarbeitsministerium bis hin zur Reichskanzlei
- Mitwirkung bei Arisierungen[3]

## Personen
Zu Treuhändern der Arbeit wurden u. a. berufen:
- Franz Binz (1896–1965), Rheinland (1939–1945)
- Gustav Böhm (1888–nach 1945), Saarpfalz (1934–1939), Oberdonau (1940–1945)
- Wilhelm Börger (1896–1962), Rheinland (1934–1939)
- Franz Claassen (1881–unbekannt), Pommern (1934)
- Léon Daeschner (1894–unbekannt), Brandenburg (1933 f.)
- Johannes Engel (1894–1973), Berlin (1933–1934)
- Emil Evers (1897–1945), Mitteldeutschland-Halle-Merseburg
- Kurt Frey (1902–1945), Bayern (1934–1942)
- Arno Hoppe (1882–1945/62), Sachsen (1933–1934)
- Hans Lindemann (1896–1966), Hamburg
- Carl Lüer (1897–1969), Hessen
- Richard Markert (1891–1957), Niedersachsen
- Hans Schreiber (1896–nach 1943), Ostpreußen
- Ernst Stiehler, Sachsen (ab 1934)
- Friedrich Völtzer (1895–1951), Berlin und Kiel
- Kurt Melcher (1891–1970), Sonder- bzw. Reichstreuhänder für den öffentlichen Dienst
- Karl Hahn (1901–1982), Westfalen[4]